# Freedom Hall
Le Freedom Hall est une salle omnisports située près du Kentucky Exposition Center à Louisville dans le Kentucky.
Elle dispose de 19 169 places et accueillait les matchs de l'équipe de basket-ball de l'université de Louisville, les Louisville Cardinals jusqu'à mi-2010.

## Événements
- Final Four basket-ball NCAA, 1958, 1959, 1962, 1963, 1967 et 1969
- WCW Uncensored, 14 mars 1999
- WWE Judgment Day, 21 mai 2000
- National Quartet Convention

## Galerie

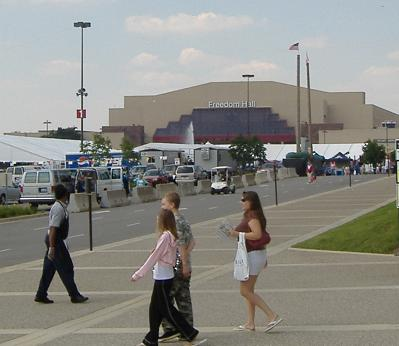
Freedom Hall
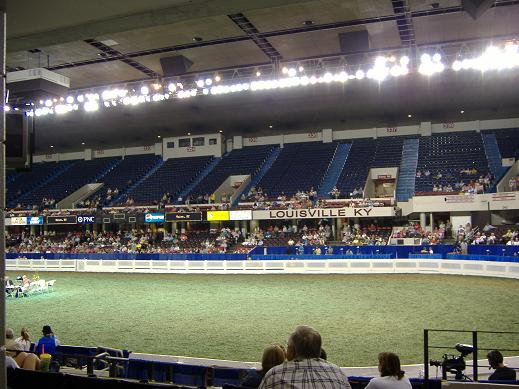
Vue intérieure